# Safilo
Safilo Group é a segunda maior empresa fabricante de óculos do mundo.
A sua principal concorrente é a Luxottica.